# Epiplema simplex
Epiplema simplex är en fjärilsart som beskrevs av W. Warren 1899. Epiplema simplex ingår i släktet Epiplema och familjen Uraniidae. Inga underarter finns listade i Catalogue of Life.